# 莱特希尔八次方律
莱特希尔八次方律（英語：Lighthill's eighth power law）是气动声学中的一个定律，指由湍流产生的远场声功率与特征湍流速度的八次方成正比。这一定律由英国应用数学家詹姆斯·莱特希尔于1952年提出，可用于计算喷流噪声。
莱特希尔八次方律可表示为
{\displaystyle W=K{\frac {\rho _{o}}{c_{o}^{5}}}L^{2}U^{8},}
其中
- {\displaystyle W}为远场声功率，
- {\displaystyle K}为比例常数（或称为莱特希尔常数）
- {\displaystyle \rho _{o}}为均匀流速度，
- {\displaystyle c_{o}}为声速，
- {\displaystyle L}为湍流的特征长度，
- {\displaystyle U}为湍流的特征速度。

该定律适用于马赫数小于1的紧致湍流源。